# Juan Quintero (músico argentino)
Juan Quintero (San Miguel de Tucumán, 22 de julio de 1977) es un músico, cantante, guitarrista y compositor argentino.

## Biografía
Juan Popi Quintero nació y se crio en Tucumán, en una familia de músicos.
Sus padres ―Coco y Marilí― cantaban en el coro provincial de Tucumán y a la vez compartían largas juntadas guitarreras con Juan Falú y Pepe Núñez ―quien con su hermano Gerardo Núñez formaron en 1965 los Hermanos Núñez―.
A los 14 años, Juan Quintero empezó a estudiar guitarra.
Durante tres años se formó de manera autodidacta, participando en reuniones de cantores y eventualmente en peñas u otros eventos culturales.
Cuando terminó la secundaria, en 1996 ―por consejo del guitarrista Juan Falú― se mudó a la ciudad de La Plata ―capital de la provincia de Buenos Aires― a estudiar dirección coral en la Facultad de Bellas Artes de la Universidad Nacional de La Plata.
Durante tres años (entre 1998 y 2000) fue ayudante de la cátedra Ejecución vocal e instrumental, a cargo del profesor Gustavo Samela.
En la ciudad de La Plata formó parte de varias agrupaciones instrumentales con las que abordó el repertorio popular argentino.
Un par de años fue director del coro Fénix
También incursionó en los ritmos latinoamericanos contemporáneos y en la música antigua europea.
En el año 2001 se graduó como profesor superior de Dirección Coral.
Realizó cursos de Dirección Coral con Néstor Andrenacci y con Robert Sund.
También es profesor de Audioperceptiva y Solfeo.
En 2002, la Dirección General de Música de la Ciudad de Buenos Aires lo eligió para grabar un disco como solista. Por este álbum recibió un premio del diario La Nación como revelación de folklore, y fue nominado en el mismo rubro para los premios del diario Clarín.
Desde comienzos de 2004 se desempeña como titular de las cátedras Arreglos Corales, Transcripciones, Composición Aplicada y Versiones de la carrera de Tango y Folclore del Conservatorio Manuel de Falla, en Buenos Aires.
En los años 2004, 2005 y 2006 fue convocado por el diario Clarín para ser jurado de los premios Clarín Espectáculos.
A mediados de 1999 formó el Aca Seca Trío junto con el pianista Andrés Beeuwsaert (de Olavarría) y el percusionista Mariano Cantero (de Santa Fe).
Su repertorio estaba compuesto principalmente por canciones de Quintero.
Compartió escenario junto a
Mercedes Sosa,
Juan Falú,
Pepe Núñez
Raúl Carnota,
Jorge Fandermole,
Carlos Aguirre
Liliana Herrero
Luis María Pescetti
Edgardo Cardozo
Coetus
Sus composiciones han sido grabadas e interpretadas en conciertos por artistas como
- Carlos Aguirre
- Orquesta El Arranque
- Lorena Astudillo
- Pedro Aznar
- Juan Falú
- Jorge Fandermole
- Silvia Iriondo

En el año 2000 conoció a la cantante Luna Monti (Ciudad Evita, 1976), que estaba grabando su primer disco, Dentro el silencio (dirigido por el músico Raúl Carnota).
Escribió y dirigió los arreglos sobre música de Raúl Carnota para el concierto del 24 de noviembre de 2004, realizado con la orquesta nacional de música argentina Juan de Dios Filiberto.
En 2005 realizó una gira por Francia, Bélgica, Holanda, España e Inglaterra junto a la cantante Luna Monti.
En diciembre de 2005 escribió y dirigió los arreglos para el concierto con Carlos Aguirre, Jorge Fandermole y la orquesta nacional de música argentina Juan de Dios Filiberto.
En octubre de 2014 inició una gira solista por Europa, en el Palais des Beaux-Arts de Bruselas (en Bélgica),
el consulado de México en Dijón (Francia) y
en la Sala Sandaru de Barcelona (España) programado por la Casa Amèrica Catalunya.

## Premios
- 2002: «Revelación de folclore» del diario La Nación (Buenos Aires).
- 2003: «Revelación de folclore» del diario Clarín (Buenos Aires).
- 2005: Diploma al Mérito de la Fundación Kónex (Buenos Aires).
- 2006: «Revelación de folclore» del diario Clarín (Buenos Aires).

## Discografía
- 2001: Folclore, Luna Monti y Juan Quintero, junto a la cantante Luna Monti. Demo de producción independiente. Grabado en octubre de 2001 por Jorge Berén.
- 2002: Juan Quintero, producido por la Dirección General de Música de la Ciudad de Buenos Aires en coproducción con EPSA Music. Por este disco recibió un premio del diario La Nación.[1]
- 2003: Aca Seca Trío, con Aca Seca Trío ―Juan Quintero (guitarra y voz), Andrés Beeuwsaert (teclados) y Mariano Cantero (percusión)―. Editado por Imaginary South Records. Este álbum recibió un elogioso recibimiento por parte de la crítica especializada y de artistas como Luis Alberto Spinetta, Pedro Aznar (que contrató a Andrés Beeuwsaert como parte estable de su banda) y Egberto Gismonti, entre otros.[7]
- 2003: El matecito de las siete, Luna Monti y Juan Quintero. Edición propia.
- 2006: Lila, Luna Monti y Juan Quintero. Disco doble de edición propia.
- 2006: Avenido, con Aca Seca Trío, editado por Imaginary South Records.
- 2007: Amigo, con Edgardo Cardozo, editado por el sello MDR - Toque argentino.
- 2009: con Luna Monti colabora en Cantora, de Mercedes Sosa.
- 2009: Ventanas, con Aca Seca Trío. Edición propia.[7]
- 2011: Cartas al Rey de la Cabina (CD + DVD), Luis Pescetti y Juan Quintero. Edición propia.
- 2011: Quintero & Tarrés: Mapas de un Sur Imaginario (documental). Baurecords. Juan Quintero y Fernando Tarrés junto a la Orquesta Académica Juvenil del Teatro del Libertador General San Martín (Córdoba, Argentina). Arreglos: Fernando Tarrés. Dirección: Maestro Finlay Ferguson. Grabado entre agosto y noviembre de 2011.
- 2012: 10 años - en vivo en Café Vinilo (CD-DVD), Luna Monti y Juan Quintero. Editado por Vinilo Discos.
- 2013: Después de usted, Luna Monti y Juan Quintero. Edición propia.[9]
- 2014: Hermanos - en vivo en Café Vinilo, Aca Seca Trío + Diego Schissi Quinteto. Editado por Vinilo Discos. Grabado en vivo en Cafe Vinilo el 30 de octubre de 2013.
- 2015: Nuevas Cartas al Rey de la Cabina + Anita mi amor, Luis Pescetti y Juan Quintero. Edición propia.

## Vida privada
Estuvo casado con la cantante Luna Monti, con quien tuvieron a una hija, Violeta (n. 2008).